# 陳良知
陳良知（16世紀—17世紀），號湛川，山東青州府莒州人，明朝政治人物。

## 生平
陳良知個性醇謹清介，恥於求取名利、嚴格取與，隆慶元年（1567年）丁卯科山東鄉試舉人，萬曆十五年（1587年）任霸州知州，為政以至誠卻不擾民，人們立碑及生祠紀念他，調任薊州知州亦愛民如子，其日常供養如寒士一樣，考績為天下清官第一，陞揚州清軍同知，入朝擔任戶部郎中督理延綏寧夏糧儲，兵將糧餉羨餘數十萬收歸朝廷，再外轉慶陽知府，七個月後以年老辭官回鄉，人稱為古君子。

## 引用
1. 1 2  嘉慶《莒州志·卷九·人物上》：陳良知，號湛川，隆慶丁卯舉人，醇謹清介，耻奔兢、嚴取與，初知霸州，政簡刑清，民心悅服立生祠，調繁薊州，霸之士民爭焉，考績為天下清官第一，陞揚州同知，入為戶部郎中分司延寧，兵餉羨餘數十萬盡歸之公，知慶陽府七月以年老引歸鄉，邦稱為古君子。
2. ↑  民國《霸縣新志·卷三·行政》：陳良知，山東莒州舉人，萬曆十五年任霸州知州，悃愊無華，安和不擾，去任民思之，立碑於北門外。
3. ↑  道光《薊州志·卷七·名宦志》：陳良知，山東人，舉人，萬厯年任，端方清介，視國猶家，愛民如子，其自奉之薄同於寒士。